# Abraham Lundquist
Abraham Reinhold Lundquist, född 18 januari 1817 i Finska församlingen i Stockholm, död 4 april 1892 i Hedvig Eleonora församling i Stockholm, var en svensk litograf, musikförläggare och grundare av Abraham Lundquist AB.
Lundquist var biträde i Östergrenska bok- och musikhandeln 1830–1837. När Abraham Hirsch övertog musikhandeln valde Lundquist att tillsammans med Ninian Caron grunda en egen bok- och musikhandel. 1844 upplöstes bolaget, och Ninian Caron övertog sortimentshandeln medan Lundquist övertog musikförlaget. Redan från början hade han planer på att öppna egen handelsverksamhet, men först 1849 sedan han ingått kompanjonskap med L G Rylander. Man hade stora framgångar och växte snart lika stora som Hirschs förlag. 1856 köpte Lundquist ut sin kompanjon och drev firman vidare i eget namn. Abraham Lundquist utnämndes 1865 till Kongl. Hof-Musikhandlare.
1863 utökades rörelsen då han tillsammans med Henrik Klemming köpte det Salmsonska stentryckeriet, och drevs under namnet Abr Lundquist & Co. Sedan Lundquist 1865 blivit hovmusikhandlare fick detaljhandeln namnet Abr Lundquists Hofmusikhandel. Lundquist är representerad vid Nationalmuseum.
Efter Abraham Lundquists död övertogs företaget av sonen Georg Lundquist. De är begravda på Norra begravningsplatsen utanför Stockholm.